# ييمانزهيلينكا (سيلجابينسك)
ييمانزهيلينكا (بالروسية: Еманжелинка) هي مدينة في مقاطعة تشيليابينسك أوبلاست في روسيا. يبلغ عدد سكانها حوالي 4031 نسمة.